# Дарли, Лиз
Лиз Дарли (фр. Lise Darly; род. 27 декабря 1981, Ницца) — французская певица, которая выступала за Монако на конкурсе песни «Евровидение 2005», который проходил в столице Украины Киеве.

## Биография
Родилась во французском городе Ницца. Лиз Дарли профессиональная певица с 2001 года, а в 2003 году выступала на национальном отборе Монако, которая выбирала исполнителя на «Евровидение 2004», который проходил в крупнейшим городе Турции Стамбуле. На национальном отборе заняла второе место, а первое место — певица Марион, которая выступала с песней Notre planète и заняла 19-e место в полуфинале. Лиз Дарли выступала на  «Евровидение 2005» с песней Tout de moi. В итоге заняла предпоследнее 25-e место, получив 22 балла. Сейчас она живёт и работает в Монако, где является одной из звёзд новогодних вечеринок.